# Грудское (Речицкий район)
Гру́дское (бел. Грудская) — посёлок в Ровенскослободском сельсовете Речицкого района Гомельской области Белоруссии.

## География

### Расположение
В 23 км на юго-запад от районного центра и железнодорожной станции Речица (на линии Гомель — Калинковичи), 73 км от Гомеля.

### Гидрография
На севере сеть мелиоративных каналов.

## Транспортная сеть
Транспортные связи по просёлочной, затем автомобильной дороге Светлогорск — Речица. Планировка состоит из прямолинейной улицы, близкой к широтной ориентации и застроенной двусторонне деревянными усадьбами.

## История
Основан в начале XX века переселенцами из соседних деревень. В 1931 году организован колхоз. 13 жителей погибли на фронтах Великой Отечественной войны. Согласно переписи 1959 года в составе колхоза имени Ф. Э. Дзержинского (центр — деревня Ровенская Слобода).

## Население

### Численность
- 2004 год — 30 хозяйств, 46 жителей.

### Динамика
- 1930 год — 23 двора, 119 жителей.
- 1959 год — 218 жителей (согласно переписи).
- 2004 год — 30 хозяйств, 46 жителей.